# Castiglione d’Intelvi
Castiglione d’Intelvi (lombardul: Castion vagy La Torr) település Olaszországban, Lombardia régióban, Como megyében. Lakosainak száma 1217 fő (2018. január 1.).

## Népesség
A település lakossága az elmúlt években az alábbi módon változott:

| 2017 | 1 202 |
| 2018 | 1 217 |